# Célia Bertin
Pour les articles homonymes, voir Bertin.
Œuvres principales
La Dernière Innocence
Célia Bertin, née Micheline Paule Bertin le 22 octobre 1920 à Paris et morte le 27 novembre 2014 dans la même ville, est une femme de lettres française, romancière, lauréate du prix Renaudot en 1953.

## Biographie
Célia Bertin naît le 22 octobre 1920 dans le 6e arrondissement de Paris, dans un milieu de la haute bourgeoisie catholique, d'un père rentier et d'une mère ayant une famille de cultivateurs beaucerons.
Célia Bertin fait ses études secondaires au lycée Fénelon et obtient une licence de lettres à la Sorbonne. Elle rédige une thèse intitulée L'Influence du roman russe (Gogol, Tourgueniev, Dostoïevski, Tolstoï, Tchekhov) sur le roman anglais contemporain (d'Arnold Bennett à Virginia Woolf).
Elle s'engage dans la Résistance après avoir rencontré Pierre de Lescure à l'automne 1940 et prend le pseudonyme de Catherine Beauchamp. Elle doit quitter Paris avant d'avoir obtenu sa thèse, recherchée par la Gestapo, et part à Chaux-des-Crotenay en juin 1943, avant de revenir à Paris en septembre 1944. En octobre 1944, elle part en Suisse où elle est envoyée par le Ministère de l'information pour mission culturelle. Elle y reste jusqu'en 1946 pour se soigner d'une anémie.
Après la guerre, Célia Bertin séjourne à Cagnes-sur-Mer, puis à Saint-Paul-de-Vence. Elle publie son premier roman, La Parade des impies, en 1946. En 1951, elle participe à la fondation de la revue littéraire Roman, avec Pierre de Lescure, publiée à Saint-Paul-de-Vence. Elle s'installe à Paris en 1953, année où elle obtient le prix Renaudot pour La Dernière Innocence.
Célia Bertin réalise des traductions de l'anglais et de l'italien et publie de nombreux articles (dans Le Figaro littéraire, Arts, la Revue de Paris). Elle rédige également des biographies. Elle retrace notamment la destinée de Rodolphe de Habsbourg dans Mayerling, ou le Destin fatal des Wittelsbach, publié en 1967.
En 1972, elle se marie avec un styliste américain et ne veut pas d'enfant.
Elle obtient le prix Biguet en 1983 pour La Dernière Bonaparte, la médaille d'argent du prix Thérouanne en 1987 pour un ouvrage sur Jean Renoir et le prix d'Académie en 2008 pour Portrait d'une femme romanesque. Jean Voilier.
Elle meurt le 27 novembre 2014 à Paris.

## Distinctions
- Officier de la Légion d'honneur
- Officier de l'ordre des Arts et des Lettres

Célia Bertin est officier de la Légion d'honneur[Quand ?] et officier de l'ordre des Arts et des Lettres.

## Œuvres
- 1946 : La Parade des impies, éditions Grasset
- 1947 : La Bague était brisée, éditions Corrêa
- 1949 : Les Saisons du mélèze, éditions Corrêa
- 1953 : La Dernière Innocence, éditions Corrêa – Prix Renaudot. Traduit en anglais par Marjorie Deans: The Last Innocence, New York, McGraw-Hill Book Co., 1955[6]
- 1954 : Contre-champ, éditions Plon
- 1957 : Une femme heureuse, éditions Corrêa
- 1958 : Le Temps des femmes, éditions Hachette
- 1963 : La Comédienne, éditions Grasset
- 1967 : Mayerling, ou le Destin fatal des Wittelsbach, éditions Perrin
- 1972 : Je t'appellerai Amérique, éditions Grasset
- 1977 : Liens de famille, éditions Grasset
- 1982 : Marie Bonaparte, a Life, New York, Harcourt Brace Jovanovich
- 1986 : Jean Renoir, Librairie académique Perrin – Prix Thérouanne de l'Académie française en 1987
- 1989 : La Femme à Vienne au temps de Freud, éditions Stock ; rééd. éditions Tallandier 2009
- 1991 : Jean Renoir, a Life in Pictures, Baltimore, Johns Hopkins University Press
- 1993 : Femmes sous l'Occupation, éditions Stock ; rééd. éditions de la Seine 2005
- 1994 : Jean Renoir, cinéaste, éditions Gallimard, coll. « Découvertes Gallimard / Arts », no 209
- 1999 : Marie Bonaparte, la dernière Bonaparte, éditions Perrin – Présentation d'Élisabeth Roudinesco.
- 1999 : Louise Weiss, éditions Albin Michel
- 2008 : Portrait d'une femme romanesque. Jean Voilier, éditions de Fallois – Prix d'Académie